# Heinrich Stillings Lehrjahre
Heinrich Stillings Lehrjahre ist der fünfte Teil der Autobiographie von Johann Heinrich Jung-Stilling. Er erschien 1804, nach Heinrich Stillings Jugend (1777), Heinrich Stillings Jünglingsjahre (1778), Heinrich Stillings Wanderschaft (1778) und Heinrich Stillings häusliches Leben (1789). Posthum folgten Heinrich Stillings Alter (fragmentarisch) und Heinrich Stillings Lebensende (durch seinen Enkel).

## Übersicht
Die Lehrjahre, als letzter vollständiger und zu Lebzeiten erschienener autobiographischer Abschnitt, beschreiben seine Zeit als Professor für Wirtschaft in Marburg 1787–1803 mit seiner zweiten Frau Selma bzw. ab 1790 mit seiner dritten Frau Elise. Im Haushalt leben die Kinder aus erster Ehe Hannchen (*~1774) und Jakob (*~1774), aus zweiter Ehe Lisette (~1786–1801), Karoline (*~1787) und Franz (1790–91), sowie aus dritter Ehe Lubecka (*1791), Friedrich (*1795), Amalie (wohl *1796) und Christine (*1799). Nach dem Tod der Schwiegereltern leben ab 1792 auch deren Kinder bei ihnen, ab 1796 Stillings Vater (stirbt ca. 1802) und ab 1801 Julien Eicke. Neben der Lehrtätigkeit reist Stilling als Starstecher, was Freundschaften und Tilgung der Schulden bringt, und hat seine größten Erfolge als religiöser Schriftsteller.

## Inhalt
Überzeugt, dass die Professur für Staatswirtschaft nun seine Lebensaufgabe ist, arbeitet Stilling hart, schreibt Bücher, liest Kollegien, hat regen Briefwechsel, macht auch weiterhin Augenkuren. In Marburg fühlt er sich wohl, besonders befreundet ist der Professor für Theologie, Johann Franz Coing mit seiner Familie. Im ersten Winter ist Stillings Magenkrampf schlimm, da beredet ihn seine Frau Selma zu einem Osterbesuch bei Verwandten in Franken und im Ottingischen (Frühjahr 1788). Er trifft Odensänger Uz, Bruder Hohbach in Kemmathen bei Dinkelsbühl, der Selmas Schwager ist, und Fürst Kraft Ernst von Öttingen-Wallerstein, der auf seine Bitte den Schriftsteller Wekherlin aus der Haft entlässt, die er wegen Beleidigung verbüßte. In Frankfurt trifft er seine Tochter Hannchen bei seinem Freund Kraft und reist mit ihr heim nach Marburg. Raschmann, Kandidat der Theologie und Menschenkenner aus einer Geheimgesellschaft, macht ihn mit Ideen bekannt, die ihm die Bedeutung von Jesu Opfertod zu relativieren drohen. Gleichzeitig lernt er über Kirchenrat Mieg die Kant'sche Philosophie kennen. Kants Kritik der reinen Vernunft befreit Stillings Denken endlich vom Wolff'schen Determinismus. Kant bestätigt ihn brieflich darin, seine Beruhigung im Evangelium zu suchen. Doch seine übrigen Schriften suchen Wahrheit stattdessen in einem Moralprinzip.
1789 besucht er zu Ostern Gräfin von Stollberg-Wernigerode und operiert Blinde, darunter eine 28-Jährige, die am Brocken eingeschneit und starblind geworden war, und zwei alte Geschwister, die sich dann über ihr altes Aussehen wundern. Die Grafenfamilie kommt zum Gegenbesuch nach einigen Wochen und erneut zu Stillings 50. Geburtstag am 12. September 1789.
Stilling reist zu Blinden nach Rüsselsheim, wo ihm Pfarrer Sartorius wieder zum rechten Versöhnungsglauben hilft, dann Darmstadt, wo einer Gott zu Ehren blind bleiben will. Von Mainz reist er mit Graf Maximilian von Degenfeld nach Neuwied zu dem Musiker Herr von Dünewald, dann auf dem Rhein nach Neuwied, wo er von der Herrnhuter Gemeinde tief beeindruckt ist und Fürst Johann Friedrich Alexander besucht, mit dessen Frau er fortan frommen Briefwechsel führt. Selma stirbt nach der Geburt eines Sohnes 1790.
Stilling ist getroffen, aber sieht auch Selmas Feststellung ein, sie habe in seinen Lebenslauf nicht mehr gepasst. Gemäß dringenden Wunsches Selmas heiratet er Elise Coing am 19.11., Tag der St. Elisabeth. In der Zwischenzeit führt Hannchen (16) den Haushalt, Lisette (4) wohnt bei Freundin Mieg im Hause Kraft in Frankfurt, Karoline (2) bei Mutter Coing, Stilling selbst und der Säugling Franz bei Regierungsrat Rieß und seiner Frau. Vater Wilhelm Stilling kommt zu Besuch.
Stilling bemerkt, dass er von Raschmann, der jetzt nach drei Jahren wegzieht, großes Geheimwissen erfuhr.
Die Ehe ist glücklich bis auf Stillings Magenleiden und Hannchens Flechte an der Wange, wogegen ein Arzt Sublimat verordnet, was zu Krämpfen führt. Hannchen wird vom Heiratswunsch eines Theologiestudenten verfolgt, der, mehrfach abgewiesen, in der Fremde stirbt.
1791 sterben der Säugling Franz, dann Mutter Coing. Der siebzehnjährige Sohn Jakob wird geholt. Lisette bleibt bei Mieg, die an ihr hängt. Elise bekommt Tochter Lubecka. 1792 wird Stilling Prorektor. Hannchen heiratet Prediger Schwarz in Dexbach bei Marburg, Bruder ihrer Freundin Karoline, zu der sie vor dem Theologiestudenten geflohen war. Der Domdechant von Vincke zu Minden, Vater eines Studenten bei Stilling, kommt zu Besuch mit dem Herzog von Weimar auf dem Kriegszug gen Frankreich. Vater Coing stirbt, seine Kinder ziehen zu Stilling.
Stilling reist als Prorektor mit dem fürstlichen Kommissarius Rieß nach Niederhessen, um den Zehnten einzutreiben, dann zu einer Blinden nach Frankfurt. Unterwegs erfahren sie, dass die Franzosen schon im Anmarsch sind. Elise, die ihn begleitet, bekommt schlimme Zuckungen.
Zu Ostern besucht er Familie Vinck in Minden (Preußen) und auf ihrem Rittersitz Ostenwalde bei Osnabrück, und macht viele neue Bekanntschaften. 1793 beginnt auch Coing sein Predigtamt in Gemünd. Stilling verfasst die Szenen aus dem Geisterreich und Das Heimweh. Der Anklang ist überwältigend. Ihm dämmert, dies müsse seine wahre Berufung sein. Lavater kommt zu Besuch. Eine Andeutung Stillings vor Studenten auf einer forstwissenschaftlichen Exkursion über ein neues Institut führt zu dem falschen Gerücht, er sei an der Versetzung eines beliebten Professors schuld. Die Studenten wollen sein Haus stürmen. Sohn Jakob verhindert es, indem er zum Schein in den Studentenorden eintritt.
Jakob und Amalia (Elisens Schwester) beschließen zu heiraten, sobald Jakob Geld verdient. Der junge Coing wird Gesandtschaftsprediger in Regensburg.
1795 wird Sohn Friedrich geboren. Oheim Kraft stirbt, seine Witwe zieht zu Stillings Familie. Stilling mietet eine Sommerwohnung in Ockershausen bei Marburg. Er erhält einen Besuch und Briefe von Leuten, die eine Geheimgesellschaft im Orient kennen, genau wie Stilling sie in Das Heimweh beschrieb, ohne davon zu ahnen, sowie Nachrichten von Geistererscheinungen (1796). Ab 1795 gibt Stilling die Zeitschrift Der graue Mann heraus, die unerwartet großen Beifall findet. Er findet weitere Freunde, u. a. durch Flüchtlinge vor dem Franzosenkrieg.
Vater Wilhelm Stilling verarmt, wird venenkrank und dement. Als Stilling 1796 davon erfährt, nimmt er ihn zu sich. Elise pflegt ihn freudig. Tochter Amalie wird geboren. Zwei Schwiegeronkel und Tante Kraft sterben. Ein Geldbrief von einer Schweizer Dame kommt, als Stilling und Elise gerade finanziell in Bedrängnis sind. 1798 schreibt Stilling Die Siegesgeschichte der christlichen Religion in einer gemeinnützigen Erklärung der Offenbarung Johannes. Dabei beeinflusst ihn eine Erklärung der Apokalypse durch Prälat Bengel, außerdem deutet er die Herrnhuter Brüdergemeine sowie die unerwartete englische Erweckungsbewegung als Vorbereitung zu Gottes Reich. Ab 1797 beschreibt Stilling eine "Freudenleerheit", die ihm allen Genuss raubt und von allem entfremdet, obwohl ihm die Familie gut tut und auch die Magenkrämpfe nachlassen.
1798 besuchen Stilling und Elise zwei Vettern Elisens in Bremen, auf Ersuchen von Augenpatienten, die auch gut zahlen, wohingegen Stilling in Marburg oft die Unterkunft für arme Blinde von nah und fern zahlen muss.
1799 wird Tochter Christine geboren. Beim Verfassen eines Briefes an den Antistes Heß in der Schweiz wegen einer Geldsammlung für die Unterwaldner hat Stilling eine Eingebung des bevorstehenden Martertodes Lavaters, mit dem er Briefe wechselte, bis dieser nach Bern verschleppt wurde. Bei einem Besuch in Butzbach mit Schwiegersohn Schwarz erfährt Stilling, dass wirklich auf Lavater geschossen wurde.
1800 besucht Stilling wieder in den Osterferien Frankfurt, Offenbach und Hanau, und operiert Blinde. In Hanau besucht er Regierungsrat Rieß, auf der Frankfurter Messe lernt er den berühmten Kaufmann Wirsching kennen, der als Waisenkind mit Frömmigkeit und Fleiß reich wurde. Stilling korrespondiert mit und über den tödlich verwundeten Lavater und veröffentlicht ein Gedicht Lavaters Verklärung.
1801 machen Stilling und Elise eine Schweizreise, um eine Witwe Frey in Winterthur zu operieren. In Basel spendet ihnen eine Person anscheinend zufällig gerade die ca. 1650 Gulden, die ihre Schulden ausmachen, dazu kommen viele weitere Spenden.
Der Kredit, den Stilling nach seinem Studium unter der Bürgschaft seines Schwiegervaters empfing, und alle anderen werden nun zurückbezahlt. Jakob und Amalie werden getraut. Der zweite Band der Szenen aus dem Geisterreich erscheint. Darin kommt Lavater wie schon in dem Gedicht auf eine passende Weise vor, die Stilling nicht ahnen konnte.
Eine weitere Augenkurfahrt machen sie umsonst, bekommen aber wieder viel Geld. Stillings Schwermut steigert sich zu extremer Angst, die bei einem Kutschunfall plötzlich verschwindet. Die Blessuren heilen.
Lisette stirbt. Nachdem auch Bürgermeister Eicke zu Münden stirbt, zieht seine Tochter Julien in Stillings Familie. Stilling und Elise reisen vier Wochen nach Fulda und treffen alte und neue Freunde. Amalie bekommt eine Tochter. Die vierzehnjährige Karoline wird konfirmiert. Stilling leidet weiterhin unter dem Zwiespalt zwischen seinem Brotberuf als Professor auf der einen und seinem augenheilerischen und religiösen Wirken auf der anderen Seite. Nach Vater Wilhelm Stillings Tod macht er 1802 eine weitere Schweizreise. Unterwegs muss er den Kurfürsten von Baden in Karlsruhe um Anstellung seines Sohnes Jakob bitten, was ihm sehr schwerfällt. Dabei wird auch ihm selbst Hilfe zugesagt. Es ergibt sich, dass er in Basel den Kindern seines ehemaligen Schneidermeisters Isaak mit einer Sammlung aus Schulden hilft.
Im Frühjahr 1802 beim Besuch auf Bruder Coings Hochzeit ergibt sich eine Verbindung zwischen Maria und dem verwitweten Rat Cnyeim. Johann Stillings zweiter Sohn, Oberbergmeister von Dillenburg, kommt zu Besuch.
Stillings Zeitschrift Der graue Mann löst 1803 ein Zensurgesetz in Marburg aus, was ihn hart trifft. Erxleben ruft ihn zu den Blinden nach Herrnhut. Die dortige Karfeier kommt ihm wie die Einweihung zu einer neuen Bestimmung vor.
Stilling und Elise reisen mit dem achtjährigen Sohn Friedrich zu Freunden nach Wittgenstein, um von dort Stillings Heimat zu besuchen, aber eine unerklärliche Angst, anders als die auf der Braunschweiger Reise, hält ihn ab. Der Kurfürst beruft Jakob als Justizrat und bietet Stilling ein Auskommen. Stilling sieht die Fügung der Vorsehung, fortan durch Augenkuren und Schriftstellerei nützlich zu sein.

## Stil
Stillings Text ist eine gleichförmige Schilderung, die Reisestationen und Namen von Bekanntschaften ebenso akribisch aufzählt wie Gefühle bei Todesfällen. Gegen Anfang wird eine geheime Schuld erwähnt, über die der Leser nicht einmal spekulieren solle. Die Flussszene spielt auf das Unglück in häusliches Leben an, als Selma fast verunglückt. Die französische Lebensart ist für ihn Sittenverfall, wozu weitere Erwähnungen in Das Heimweh. Die Depression geht mit einer satanischen Angst einher. Krisen dienen seiner Läuterung durch den "großen Schmelzer". Lieder werden zu Gottes Lob eingestreut, typische Bilder sind dabei wieder Frühling, Morgenrot und Blumenpfad.
Geistig entwickelt Stilling sich hier zum christlichen Mystiker weiter. Kants Kritik der reinen Vernunft fasst er als Kommentar zu Paulus auf (1 Kor 2, 14). Er beschreibt das als geistige Befreiung vom Wolff'schen Determinismus. Adlige Namen seiner Bekannten erwähne er nicht aus Eitelkeit, sondern um zu zeigen, dass auch in höheren Ständen gute Christen leben. Die Ideen des Geheimgesellschaftlers Raschmann und die Lektüre Barruels dürften sein Werk ebenfalls beeinflusst haben, obwohl er zu seinem Christentum zurückfindet. Er korrespondiert mit Johann Caspar Lavater, neben vielen anderen.
Des Weiteren erwähnt er die Lektüre von Georg Rodolf Weckherlins Das graue Ungeheuer und Die hyperboreischen Briefe, Kants Kritik der praktischen Vernunft und Die Religion innerhalb der Grenzen der bloßen Vernunft, Prälat Bengels Schriften. Schwiegersohn Schwarz schreibt später Die moralischen Wissenschaften, Der Religionslehrer und Erziehungsschriften. Laurence Sternes Tristram Shandy und Lebensläufe beeinflussten Stillings Das Heimweh.
Stilling schreibt folgende Bücher: Lehrbuch der Staats-Polizei; Finanzwissenschaft; Camerale practicum; Grundlehre der Staatswirtschaft; Heinrich Stillings häusliches Leben; Abhandlungen und Flugschriften; Szenen aus dem Geisterreich; Das Heimweh; Die Siegesgeschichte der christlichen Religion in einer gemeinnützigen Erklärung der Offenbarung Johannes. Er gibt die Zeitschrift Der graue Mann heraus. Sein Gedicht Lavaters Verklärung wird erst gesondert gedruckt, dann in Szenen aus dem Geisterreich ab der 3. Auflage.
In einem Rückblick auf Stillings bisherige Lebensgeschichte stellt er fest, dass alles an seiner Lebensgeschichte ganz wahr sei, von lyrischen "Verzierungen" abgesehen, die ab häusliches Leben nicht mehr vorkommen. In Lehrjahre sind bis auf Raschmann und den Theologiestudenten auch alle wahren Namen angegeben, um die Fakten nachprüfbar zu machen. Auf dieser Grundlage sei seine Biographie ein Beispiel, wie Gott Menschen im Leben führt, im Gegensatz zum Determinismus der Aufklärung (vgl. dazu die Einweihungsmysterien in Das Heimweh).